# Theodor Wonja Michael
Theodor Wonja Michael (né le 15 janvier 1925 à Berlin et mort le 19 octobre 2019 à Cologne) est un acteur afro-allemand, journaliste et ancien prisonnier de l'époque nazie.

## Biographie
Theodor Wonja Michael était le plus jeune fils de Theophilius Wonja Michael, né en 1879, originaire de Bimbia au Cameroun, ancienne colonie allemande, et de son épouse allemande née Martha Wegner. Le couple, marié en 1915, avait encore trois autres enfants : James (né en 1916), Juliana (née en 1921) et Christiana.
Sa mère mourut dès 1926. Theodor et son père travaillent alors dans un « zoo humain » (des mises en scène où des personnes d'origine africaines imitent des modes de vie « primitifs » fantasmés par les Européens) et dès 1927, à l'âge de deux ans, il y était figurant. Les enfants sont séparés en 1929 par le service d'aide sociale. Il rejoint avec Juliana une famille d'accueil dont le père, d'origine marocaine, gère un cirque, où ils sont maltraités. En 1934 son père, alcoolique, meurt. Theodor va parfois à l'école, et lit beaucoup. En 1939, il termine sa scolarité primaire, mais n'eut pas le droit de suivre une formation en raison des lois raciales de Nuremberg promulguées en 1935. Il a été exclu des institutions scolaires à partir de 1936, en vertu des mêmes lois. Il travailla d'abord comme portier dans un hôtel de Berlin, mais fut renvoyé parce qu'un client s'était plaint de la couleur de sa peau. Le même motif lui valut de ne pas être incorporé dans la Wehrmacht. Les nazis lui retirent sa nationalité alors qu'il est âgé de 15 ans. Il gagna sa vie comme acteur de cirque et comme figurant dans les films coloniaux de l'UFA. Il joua entre autres dans Münchhausen (aux côtés de Hans Albers et Marie Nejar, entre autres), où il avait un petit rôle. Jusqu'en 1942 environ 100 films sur la période coloniale allemande furent tournés sous les auspices du ministère du Reich à l'Éducation du peuple et à la Propagande. Ils étaient tournés en Allemagne avec des acteurs noirs auxquels ils donnaient du travail et qu'ils mettaient à l'abri de la persécution. Sur les intentions de ces films, Wonja ne se faisait pas d'illusions : « Nous étions les nègres dont on avait besoin. Pour nous, c'était une question de vie ou de mort ». En 1943, on l'envoya aux travaux forcés et il fut interné dans le camp de travail pour étrangers Adlergestell à Adlershof, près de Berlin, où il côtoie de nombreux Français soumis au STO. Il y reste jusqu'à la libération par l'Armée rouge.
Après 1945, il travailla comme employé civil pour les forces d'occupation américaines. Il passa l'Abitur et fit à Hambourg et à Paris des études de sciences politiques sanctionnées par un diplôme d'économie.
Il meurt le 19 octobre 2019.